# La desalmada
La desalmada es una telenovela mexicana producida por José Alberto Castro para Televisa, en 2021. Es una versión de la historia colombiana La dama de Troya, siendo adaptada por Ximena Suárez. La telenovela fue estrenada primero en México, a través de Las Estrellas el 5 de julio de 2021 en sustitución de la segunda temporada de El Dragón: El regreso de un guerrero, y finalizó el 29 de octubre del mismo año siendo reemplazado por Si nos dejan, con 85 episodios emitidos. Mientras que en Estados Unidos, se estrenó en Univision el 23 de agosto de 2021 y finalizó el 10 de enero de 2022, con un total de 90 episodios.
Está protagonizada por Livia Brito y José Ron, junto con Eduardo Santamarina, Marjorie de Sousa, Kimberly Dos Ramos, Alberto Estrella, Francisco Gattorno y Azela Robinson en los roles antagónicos. Acompañados por Marlene Favela, Sergio Basáñez, Gonzalo García Vivanco, Verónica Jaspeado y Daniel Elbittar.

## Premisa
La Desalmada sigue la vida de Fernanda Linares (Livia Brito), una mujer sedienta de venganza tras el asesinato de su esposo en su noche de bodas, en donde además, Fernanda fue víctima de violación sexual después del ocurrido hecho. Sin embargo, la vida de Fernanda cambiará cuando conoce a Rafael Toscano (José Ron), un apuesto joven que recientemente acaba de recibir su título universitario con el logrará empatizar y regresándole a Fernanda la oportunidad de volver a amar.

## Reparto
A través de un comunicado de prensa, Televisa confirmó a los miembros del reparto confirmados el 11 de marzo de 2021.

### Principales
- Livia Brito como Fernanda Linares[11]
- José Ron como Rafael Toscano Lagos[12]
- Eduardo Santamarina como Octavio Toscano Gómez [13]
- Marjorie de Sousa como Julia Torreblanca
- Marlene Favela como Leticia Lagos
- Azela Robinson como Martina Fernández
- Sergio Basáñez como Germán Gallardo
- Alberto Estrella como Carmelo Murillo
- Kimberly Dos Ramos como Isabella Gallardo Torreblanca
- Gonzalo García Vivanco como Rigoberto Murillo
- Francisco Gattorno como Antonio Estudillo Luna
- Verónica Jaspeado como Juana Durán
- Laura Carmine como Ángela Hinojosa
- Alejandra García como Rosalina Santos
- Julio Vallardo como David Estudillo Fernández
- Gabriela Zamora como Flor / Dora Franco
- Mauricio Abularach como José Vargas
- Gaby Mellado como Clara Ochoa
- Gonzalo Vega Jr. como Piero Vázquez Soler
- Cecilia Galliano como Miriam Soler
- Macarena Miguel como María «Mary» Pérez
- Carlos Gatica como Gabriel Rojas
- Claudia Arce Lemaitre como Candela Benítez[14]
- Fiona Muñoz como Sandra Fuentes
- Ana Martín como Francisca «Pachita» Pérez
- Raúl Araiza como Luis Vázquez
- Daniel Elbittar como César Franco[9]

### Recurrentes e invitados especiales
- Yahir como Santiago Ramírez[15]
- Fernando Robles como Calixto Linares
- Rosita Bouchot como Chona
- José Montini como el comandante Moreno
- Alfonso Iturralde como Alberto Isubaki
- Jackie Sauza como Brenda Isubaki Santaolaya [16]
- Mónica Ayos como Viviana Santaolaya [17]
- Homero Ferruzca como Rosendo Futanasio
- Pedro Moreno como Caimán
- Espinoza Paz como él mismo

## Episodios
| N.º | Título                                                | Fecha de emisión original | Audiencia (millones) |
| --- | ----------------------------------------------------- | ------------------------- | -------------------- |
| 1 | «Es de mala suerte»                                   | 5 de julio de 2021        | 3.0                  |
| Fernanda y Santiago pronto van a unir sus vidas en matrimonio momento que los llena de felicidad. Julia le pide a Germán que es necesario comprarle un departamento a Isabella ya que le preocupa que comparta una habitación con gente desconocida. Fernanda decide utilizar el vestido de novia de su mamá el día de su boda. Isabella en compañía de sus padres llegan a la ciudad y se reencuentran con Rafael y David. Santiago sorprende a Fernanda el día de su boda. Don Octavio con ayuda de Carmelo llegan a la casa de Santiago con el fin de obligarlo a que firme y así pueda vender sus tierras; sin embargo las cosas salen de control y Octavio le dispara a Santiago ocasionándole la muerte. - Nota: Este episodio se preestrenó el 2 de julio de 2021 a través de la página oficial y la cuenta en Youtube de Las Estrellas. |                                                       |                           |                      |
| 2 | «Acaba con ella»                                      | 6 de julio de 2021        | 3.6                  |
| Tras la muerte de Santiago, Fernanda es violada pero al tratar de huir, Carmelo le dispara y ella pierde el conocimiento, lo cual, cae al río. Isabella llega a la ciudad y se reencuentra con Rafael. Juana y Luis llegan al río, descubren que Fernanda está herida por lo que deciden llevarla a su a casa para salvarle la vida. Fernanda al despertar, le confiesa a Juana lo que le hicieron unos hombres encapuchados. Luis le informa a Juana que Santiago murió, de una manera horrible. Antonio le asegura a Octavio que mientras él sea alcalde, siempre va estar bien protegido, por lo que él le deja un portafolio lleno de dinero como agradecimiento. Carmelo le informa a Octavio que ya se cerró el trato de la compra de las tierras de Santiago. Octavio confiesa que Julia lo cambió por Germán cuando se enteró de que había heredado la herencia de sus padres, por lo que ahora busca llevarlos a la ruina. |                                                       |                           |                      |
| 3 | «Estoy muerta en vida»                                | 7 de julio de 2021        | 3.4                  |
| Fernanda le asegura a Juanita que su alma y su vida se fue junto con la de Santiago. Octavio comienza su venganza contra Germán. Julia le asegura a Isabella que Rafa es el hombre ideal para ella. Luis y Juanita le aconsejan a Fernanda que lo mejor es que se vaya para su casa para evitar que atenten contra su vida. Julia encuentra a Isabela hablando con Rigoberto y le pide que aprenda a darse su lugar. Fernanda le confiesa a su papá que mataron a Santiago. Fernanda jura vengarse del hombre que le arrebató la vida a Santiago, por lo que ya no le tiene miedo a nadie. Calixto le comenta a su hija que tras lo sucedido no es la misma, ya que al mirarla a los ojos, es como mirar a un muerto y pierde la vida en los brazos de su amada hija. |                                                       |                           |                      |
| 4 | «Nada me va a detener»                                | 8 de julio de 2021        | 3.8                  |
| Juana y Luis al conocer las intenciones de Fernanda de cobrar venganza, tratan de convencerla de que se quite esa idea y le piden que comience una nueva vida, pero ella se niega. Isabela y Rafael se comprometen, pero él le pide que vivan un tiempo en la hacienda antes de irse a Italia. Germán le pide ayuda a Octavio, pero él se la niega. Fernanda llega a la empacadora de Octavio dispuesta a comenzar su venganza y así buscar justicia para Santiago, por lo que le deja un mensaje al dueño de la empresa. Octavio lee el mensaje que le dejó Fernanda y sabe que el ataque fue personal. Rigoberto se entera de que Isabela se va a casar con Rafael. Rafael confunde a Fernanda con un ladronzuelo por lo que al ver que estaba próximo a él, decide atraparlo, sin pensar que se trata de una mujer. Rigoberto le advierte a Isabela que no piensa seguir callando lo que existe entre ellos dos. |                                                       |                           |                      |
| 5 | «¡Está viva!»                                         | 9 de julio de 2021        | 3.6                  |
| Rafael rechaza el regalo que le dio su papá y le asegura que tiene otros planes, por lo que al escuchar la noticia, Octavio se molesta y corre a todos los invitados de su casa. Fernanda le pide alojamiento a Luis. Rafael le confiesa a David que quedó impactado con la belleza de Fernanda, aunque supo darle en el orgullo. Julia le reclama a Germán por no haber hablado de la boda entre Isabela y Rafael con Octavio. Tras ganar la carrera de caballos, Fernanda es descubierta por Octavio, pero Carmelo le asegura que no puede ser ella, ya que él verificó que estuviera muerta la noche que le dio el disparo. Germán y su familia son desalojados de la hacienda. Rafael al ver que Fernanda ganó la carrera busca acercarse a ella para ofrecerle una disculpa por haberla confundido con un ladrón, pero ella lo evita. Octavio le pide a Carmelo que investigue la identidad de Fernanda. Julia muere de vergüenza al saber que se han quedado en la calle. |                                                       |                           |                      |
| 6 | «Te vas a encontrar con el diablo»                    | 12 de julio de 2021       | 3.4                  |
| Rafael al ver que Fernanda volvió a ganar la carrera de caballos la reta a una carrera entre ellos dos, asegurándole que si él pierde paga 200 mil pesos, pero si gana quiere un beso de ella. Octavio identifica que la mujer que vandalizó la empacadora es la misma a la que le hizo daño. Julia y su familia llegan a vivir a la hacienda de Octavio. Octavio da la orden de arrestar a Fernanda y pide que la lleven a la empacadora, por lo que la encierran en el congelador donde tienen el ganado. Isa le confiesa a Rafael que tiene miedo de que su padre no acepte su boda. Fernanda no cree que Santiago haya vendido sus tierras, ya que entre ellos dos no existía ningún secreto. Octavio comienza a saber más detalles de Fernanda y descubre que es la viuda de Santiago. |                                                       |                           |                      |
| 7 | «Pagar la apuesta»                                    | 13 de julio de 2021       | 3.8                  |
| Rafael aprovecha que su papá está en la hacienda para informarle que se va a casar con Isabela, Octavio al conocer la noticia se molesta y tiene una fuerte pelea con su hijo. Julia trata de tranquilizar a Octavio con un beso. Fernanda logra reunirse con Juana y Luis. Tras encontrarla en la cama con Rigoberto, Isabela le confiesa a Ángela que él es muy especial para ella, pero no puede estar con Beto, como lo llama de cariño, por ser pobre. Octavio no se resiste ante los encantos de Julia y se entregan a la pasión. Fernanda y Rafael se enfrentan en la carrera de caballos, pero Centella presenta un problema que ocasiona que Fernanda pierda la competencia, Rafael le exige a Fernanda el pago de la apuesta y cuando se dispone a darle un beso en la mejilla, él se voltea y le roba un beso en la boca. |                                                       |                           |                      |
| 8 | «A mí no me tiembla la mano»                          | 14 de julio de 2021       | 3.6                  |
| Fernanda le da una fuerte cachetada a Rafael luego de que él le robara un beso. Rafa le confiesa a David que se arrepiente de su actitud. Fernanda descubre que a Centella le colocaron una estrella para que la lastimara durante la competencia y así ella perdiera la carrera. Fernanda al descubrir que Rafael lastimó a Centella para que él se llevara la victoria decide enfrentarlo y le asegura que le gusta ganar a la mala por lo que le pide la revancha. Julia le pide el divorcio a Germán. Carmelo le da un fuerte golpe en la cabeza a Juana. Fernanda se da cuenta de que Octavio la está persiguiendo por lo que no duda en enfrentarlo, pero él se hace pasar por un buen hombre al grado de hacerle una propuesta de negocios. Fernanda llega a la empacadora y sale en defensa de sus amigos. Octavio ve una foto de Fernanda y confiesa sus deseos por ella. |                                                       |                           |                      |
| 9 | «Tomar lo que es mío»                                 | 15 de julio de 2021       | 3.6                  |
| Isabela logra que Rafael adelante la boda por lo que lo hacen oficial. Rigoberto al ver que su papá fue golpeado en la espalda sospecha que fue don Octavio, pero Carmelo lo niega. Fernanda hace una fuerte advertencia en la empacadora. Fernanda al ganar la carrera le exige a Rafael que le entregue su caballo, pero él se niega y a cambio de Marajá, le ofrece la cantidad de 200 mil pesos. Rafael está dispuesto a darle una lección a Fernanda. Adolfo al ver la cantidad de dinero que perdió por apostarle a Rafael, este le reclama y manda a golpearlo. Fernanda se sale con la suya y se queda con caballo de Rafael. Rafael se hace responsable de que el caballo esté desaparecido y Miriam regresa a la casa de Luis. |                                                       |                           |                      |
| 10 | «Voy a ser tu patrona»                                | 16 de julio de 2021       | 3.8                  |
| Candela le dice a Rosalina que todo lo que está en la casa está a nombre de Miriam, así que Luis no dudaría ni un momento en correrlas a ellas para estar bien con su exesposa. Por este motivo, Candela le propone a Rosalina que saquen a Miriam de la casa y así el pleito solo seguirá entre ellas dos. Rafael llega a la exigirle a Fernanda que le regrese a Maharajá pero ella lo recibe con escopeta en mano y le dice que se lo ganó a la buena. Después de un tiempo de discutir, Rafael le ofrece disculpas y le dice que solo le quería ganar a las buenas pero ella le pregunta por el beso que le robó. Isabella y Rigoberto se encuentran en el establo besándose y cuando salen, se encuentran a Rafael, aunque él no sospecha, le pregunta qué hace ahí si no le gusta el olor a establo pero ella hábilmente le contesta que fue a montar con Ángela. Carmelo le cuenta a Octavio que Adolfo Guzmán le dio una golpiza a Rafael porque apostó mucho dinero a su favor en las carreras y perdió. Octavio no se queda con las manos cruzadas y enfrenta a Guzmán a muerte. |                                                       |                           |                      |
| 11 | «Desnuda en el río»                                   | 19 de julio de 2021       | 3.5                  |
| Fernanda se molesta con Rafael al descubrir que la vio desnuda mientras nadaba en el río. Octavio acaba con los trabajadores de Guzmán y Julia le pide a Leticia que hable con Rigoberto para que se aleje de Isabela, pero ella le responde de la mejor manera. Juana le informa a Rafael que está despedido ya que Fernanda está muy sentida con él. Fernanda se entera de que Leticia Lagos es la socia mayoritaria de la empacadora. Octavio descubre que Fernanda está investigando sobre la empacadora por lo que está dispuesto a acabar con ella. Guzmán está decidido a vengarse de Octavio, por lo que aprovecha que está en el río para dispararle, Fernanda al ver que hay un hombre herido, corre a su auxilio. |                                                       |                           |                      |
| 12 | «Me salvaste la vida»                                 | 20 de julio de 2021       | 3.9                  |
| Fernanda llega al hospital donde se encuentra Octavio y le pide le diga la razón por la cual la estaba persiguiendo, pero él logra desviarle el tema argumentando que se siente muy agradecido por haberle salvado la vida. En su afán de obtener el perdón de Fernanda, Rafael le lleva serenata pero ella al ver todo el show que se está haciendo se molesta, pero Rafael se aferra a quedarse en el rancho hasta escuchar que fue perdonado y que puede regresar para cumplir con el trato. Juana comienza a sospechar de los sentimientos de Fernanda por Rafael. Octavio le asegura Carmelo que está dispuesto a arriesgarse por Fernanda, ya que él merece tener una mujer como ella. Julia encuentra en la cama a Isabela con Rigoberto. |                                                       |                           |                      |
| 13 | «No me dejes morir»                                   | 21 de julio de 2021       | 3.8                  |
| Fernanda se encuentra muy grave luego de que una víbora la mordiera, por lo que Rafael al verla tan mal, corre a su auxilio. Julia amenaza de muerte a Rigoberto y Carmelo sospecha que su hijo se metió con Isabela. Rafael logra estabilizar a Fernanda y mientras vela su sueño confiesa que nunca antes había conocido una mujer tan maravillosa. Isabela le asegura a Ángela que si su mamá hubiera lastimado a Rigoberto, ella se muere. Isabela planea tener un momento romántico con Rafael; sin embargo cuando se comunica con él descubre que está con otra mujer. Carmelo lleva a don Octavio a la cabaña donde él desea estar con Fernanda. Rafael sorprende con sus detalles a Fernanda. |                                                       |                           |                      |
| 14 | «¿Podemos ser amigos?»                                | 22 de julio de 2021       | 3.5                  |
| Juana se da cuenta de que con la llegada de Rafael, la vida de Fernanda se volvió a iluminar. Julia está decidida a divorciarse de Germán y le advierte que le pedirá una gran fortuna. Octavio está dispuesto a sorprender a Fernanda con sus detalles e Isabela y Rafael tienen un incómodo momento. Fernanda al ver las buenas intenciones de Rafael decide comenzar a tratarlo como amigo. Octavio llega al rancho dispuesto a entregarle el ganado a Fernanda, pero Juana le asegura que su amiga y socia, no le va aceptar el detalle. Julia trata de manipular a Isabela con sus consejos. Luego de que Fernanda perdonara a Rafael, él comienza a ganarse su confianza y le platica un poco de su vida. Germán escucha una confesión de Julia, que lo sorprende. Rafael descubre que no le pagan lo justo a Juana por el ganado y Fernanda rechaza el regalo de Octavio. |                                                       |                           |                      |
| 15 | «No quiero un hombre en mi vida»                      | 23 de julio de 2021       | 3.7                  |
| Fernanda al saber que Rafael no dejó que Trujillo comprara las reces, decide enfrentarlo, pero se lleva tremenda sorpresa cuando Gabriel le informa que Rafael ya vendió todo el ganado, Fernanda se llena de emoción y Rafael no duda en abrazarla. Julia se siente usada por Octavio luego de que él le asegurara que no es exclusivo de ninguna mujer. Rigoberto al enterarse de que Isabela se alista para el ensayo de su boda la sorprende asegurándole que la llevará a la casa de sus suegros, pero en realidad él tiene otro plan. David se da cuenta de que a su amigo Rafael le gusta Fernanda. Rafael no duda en ir a la fiesta de Luis y al ver a Fernanda con un estilo diferente le asegura que se ve hermosa. Juana confirma que entre Rafael y Fernanda comienza a existir algo más que una relación laboral. Rigoberto le prepara una sorpresa a Isabela. Rafael decide salirse de la fiesta de Luis, luego de que Fernanda rechazara su amistad. Rigoberto no quiere perder a Isabela, por lo que le propone matrimonio. |                                                       |                           |                      |
| 16 | «Me muero por besarte»                                | 26 de julio de 2021       | 3.9                  |
| Rafael busca estar cera de Fernanda por lo que aprovecha el momento y la invita a bailar, pero ella al asegurarle que no sabe, él se ofrece a enseñarle. Isabela le confiesa a Rigoberto que lo ama. Julia enfrenta a Ángela. Julia al saber que Isabela ya estaba en la parroquia del pueblo decide ir a buscarla para pedirle una explicación, pero al ver que su hija sale en defensa de Rigoberto, prefiere no cuestionarla y la manipula al asegurarle que sería humillante que se cancele la boda con Rafael. Juana le pide a Fernanda que acepte que le gusta Rafael y le pide que sea feliz nuevamente. Rafael al saber que Isabela tampoco llegó al ensayo de la boda, decide salir en su defensa y culparse por lo sucedido, así que le pide una disculpa a sus papás y al Obispo. Fernanda le asegura a Rafael que tiene miedo de todo lo que está sintiendo y le confiesa que desde hace un tiempo no se sentía tan feliz, pero en realidad se lo está diciendo a Santiago en un sueño. Octavio descubre que su hijo Rafael está interesado en otra persona. |                                                       |                           |                      |
| 17 | «No imagino mi vida sin ti»                           | 27 de julio de 2021       | 3.7                  |
| Fernanda está decidida a regresarle el ganado a Octavio por lo que llega al Primor; sin embargo durante su visita a la hacienda descubre que Rafael es hijo de Octavio. Isabela se da cuenta de que le cambiaron su vestido de novia por un material de pesca, mientras que Rosalina recibe el vestido y cree que se lo envió Luis. Leticia descubre que Octavio le regaló unos novillos a una mujer, por lo que lo enfrenta y le pide le diga la verdad. Rafael se entera de que Fernanda le salvó la vida a su papá y Miriam pide hablar con Rosalina. Octavio descubre que Rafael y él están interesados en Fernanda, por lo que no lo va a permitir. Fernanda se siente traicionada por Rafael al ocultarle que él es hijo de Octavio. Rafael le confiesa a Fernanda que se ha enamorado de ella y le pide que no oculte sus sentimientos, así que no dudan en besarse. |                                                       |                           |                      |
| 18 | «Tengo miedo de volver a amar»                        | 28 de julio de 2021       | 3.8                  |
| Fernanda le asegura a Rafael que no puede mantener una relación con él por lo que le pide que no la vuelva a tocar. Isabela cree que Rafael le oculta algo, por lo que no piensa despegarse de él. Fernanda le confiesa a Juana que esta traicionando a Santiago. Leticia le informa a Julia que Octavio tiene un amorío con una mujer que tuvo el descaro de entrar a su casa. Octavio queda encantado con la decoración de su cabaña y asegura que la va estrenar con Julia. Octavio trata de convencer a Rafael de que no se case y así continúen siendo la binomio perfecto de los negocios. Leticia llega al rancho Nuevo amanecer, en busca de la mujer que está rondando a Octavio. David le asegura a Rafael que lo mejor es olvidar a Fernanda y él continuar con su vida; sin embargo Fernanda llega en el momento en el que habla de su boda. |                                                       |                           |                      |
| 19 | «Está muerto para mí»                                 | 29 de julio de 2021       | 3.7                  |
| Octavio le reclama a Leticia por haber ido al rancho Nuevo amanecer y la amenaza con divorciarse si continúa con sus celos. Fernanda confiesa ante la tumba de Santiago que teme convertirse en una «Desalmada» por todo el daño que le hizo ese hombre, pero reconoce que siente algo especial por Rafael. Fernanda descubre que Rafael se va a casar con Isabela. Rafael le asegura a David que quiere hablar con Fernanda para aclararle las cosas y confesarle que está muy enamorado. Julia no duda en humillar a Germán. Fernanda le asegura a Juana que ella se merece esa traición por creer en Rafael, él llega al rancho Nuevo amanecer para hablar con Fernanda, pero ella le reclama por ocultarle su boda con Isabela y ante el enojo, no duda en darle una cachetada. Fernanda llama cínico a Rafael y saca una escopeta para correrlo de su casa. |                                                       |                           |                      |
| 20 | «El gran día llegó»                                   | 30 de julio de 2021       | 3.8                  |
| Octavio aprovecha que la familia está reunida para entregarle a Rafael su collar, y le asegura que cuando el hijo mayor de un Toscano se casa, se le hereda ese importante símbolo. Fernanda le asegura a Juana que lo mejor es nunca sentir nada para nadie y así no se corre ningún riesgo. Rafael se encuentra a Fernanda minutos antes de su boda y corre tras ella. Julia se entera de que Leticia ya se reconcilió con Octavio. Minutos antes de su boda con Isabela, Rafael le asegura a David que no puede olvidar a Fernanda por lo que está dispuesto a irla a buscar. Tras la traición de Rafael, Fernanda está decidida a vengarse de la familia Toscano por lo que ahora más que nunca está convencida de ser «La Desalmada». Rafael rechaza casarse con Isabela, causando el asombro de todos los invitados. |                                                       |                           |                      |
| 21 | «Nos engañó a las dos»                                | 2 de agosto de 2021       | 3.7                  |
| Rafael le confiesa a Fernanda que la ama y esa fue la razón por la que no se casó con Isabela. Julia le reclama a Octavio la humillación que le hizo pasar Rafael a su hija, pero él le asegura que lo que más le duele es que no tenga el respaldo económico de los Toscano. Fernanda le reclama a Rafael por haber jugado con ella, pero él le asegura que la ama y nunca se imaginó amar a alguien como lo que está sintiendo por ella. Germán se entera de que Isabela engañó a Rafael con Rigoberto. Rafael se disculpa por lo sucedido con Isabela y le confiesa que la razón por la que no aceptó casarse con ella, fue porque se enamoró de otra mujer. Rafael le confiesa a Octavio que se enamoró de Fernanda Linares, Octavio al conocer la noticia le prohíbe que se relacione con una ranchera. Octavio está dispuesto a declararle la guerra a Fernanda. |                                                       |                           |                      |
| 22 | «Contigo hasta la Luna»                               | 3 de agosto de 2021       | 3.9                  |
| Isabela le asegura a Rafael que ella está dispuesta a perdonarlo. Fernanda sigue renuente en darle una oportunidad a Rafael. Octavio comienza la guerra contra la mujer de la que está enamorado su hijo e Isabela vuelve a buscar el cobijo de Rigoberto. Isabela y Leticia llegan al rancho Nuevo amanecer en busca de Fernanda para enfrentarla; sin embargo no dan con ella. Rafael le hace una propuesta a la mujer que le robó el corazón y ella no duda en aceptar, pero no le va a permitir que vuelva a jugar con sus sentimientos. Fernanda le asegura a Rafael que si su forma de hacer las paces es estar de exhibicionista, prefiere dejar las cosas como están. Fernanda acepta darle una oportunidad a Rafael, él no duda en robarle un beso y ella se lo corresponde. Fernanda y Rafael pasan la noche juntos. Lety le informa Isabela que Rafael no llegó a dormir a la hacienda. |                                                       |                           |                      |
| 23 | «Rafael Toscano es el hombre que más odio en la vida» | 4 de agosto de 2021       | 4.0                  |
| Rafael le hace pasar increíbles momentos a Fernanda. Rigoberto le asegura a Isabela que disfruta verla tragándose su orgullo con tal de no perder a Rafael. Julia intriga sobre las mujeres que están rondando a Octavio y a Rafael, por lo que hace dudar a Leticia. David le confiesa a Clara que le gusta y le da un beso. Leticia al ver lo molesto que se pone Octavio al enterarse de que Rafael pasó la noche con Fernanda lo enfrenta, él al sentirse atacado le asegura que ya lo está hartando. Julia le pide a Isabela que se enfoque en alejar a los Toscano de Fernanda y Juana. Fernanda decide pasar la noche con Rafael y no duda en entregarse a él. Tras el momento romántico, Fernanda descubre que Rafael porta el dije de toro. Fernanda llega a Nuevo amanecer y le confiesa a Juana que el hijo de Octavio, es el hombre que la violó y que le arrebató la vida a Santiago. |                                                       |                           |                      |
| 24 | «Maté a Rafael Toscano»                               | 5 de agosto de 2021       | 3.9                  |
| Juana duda de que Rafael sea el hombre que violó a Fernanda y mató a Santiago. Isabela le asegura a Rigoberto que Rafael pagará por todo lo que le hizo, por lo que está dispuesta a vengarse de él. Rafael llega a Nuevo amanecer, pero Gabriel le prohíbe la entrada al asegurarle que primero lo mata antes de que vuelva hacerle daño a Fernanda por lo que se hacen e golpes. Julia le pide a Isabela que se siga humillando frente a Rafael. Germán trata de volverse a ganar la confianza de los ganaderos del pueblo. Rafael sale en defensa de Fernanda y enfrenta a su papá al asegurarle que él también fue un trepador con su mamá para que fuera dueño de una gran riqueza, por lo que Octavio le da una cachetada. Fernanda aprovecha que Rafael está solo en el río para dispararle por la espalda. Luis trata de que Fernanda entre en razón y no se arrepienta el resto de su vida. |                                                       |                           |                      |
| 25 | «No dejes que el mal te gane»                         | 6 de agosto de 2021       | 3.8                  |
| Fernanda pelea con Luis al asegurarle que no tiene pruebas de que Rafael sea inocente, por lo que él, le pide tiempo. Fernanda se entera de que fue amenazada por lo que le exige a Mateo que le cuente todo lo que sucedió el día de la emboscada. Fernanda llega a la tumba de Santiago y le pide perdón por no haber matado al hombre que le destrozó la vida. Leticia se entera de que existe la posibilidad de que Rafael no vuelva a caminar. Sandra y Clara pelean frente a David y él les pide una explicación. Fernanda le confiesa a Juana que tiene la esperanza de que Luis le diga que Rafael es inocente del crimen de Santiago y que él no la violó. Octavio al ver que su hijo se debate entre la vida y la muerte, le jura que nunca quiso pelearse con él y menos por una mujer, por lo que le pide perdón. |                                                       |                           |                      |
| 26 | «Maté al hombre que amo»                              | 9 de agosto de 2021       | 3.8                  |
| Isabela logra ver a Rafael y le asegura que no debió descuidarlo ya que nada de esto estaría pasando y desea que se recupere pronto. Fernanda sigue con la idea de que Rafael es el culpable ya que tiene las pruebas en sus manos. David le informa a Fernanda que Rafael ya reaccionó luego de que escuchara su nombre y le comparte que no sabe si va a volver a caminar, ya que la bala le dio muy cerca de la columna vertebral, por lo que le suplica que lo visite en el hospital. Germán le pide a Rigoberto que se aleje de Isabela, ya que no lo ama. Fernanda al ver que la vida de Rafael corre peligro, le comparte a Miriam y a Luis que lo mejor es hacerse responsable por lo que hizo. Luis le muestra a Fernanda una foto comprobando que Rafael no estuvo la noche en el que sucedió la desgracia, ya que él estaba con sus amigos. Ahora que Fernanda reconoció que Rafael no es el culpable, pide un milagro para que se salve. |                                                       |                           |                      |
| 27 | «Nunca vamos a poder estar juntos»                    | 10 de agosto de 2021      | 3.9                  |
| Fernanda visita en el hospital a Rafael con el fin de conocer la verdad. Isabela le asegura al hijo de Octavio que está dispuesta a cuidarlo ahora que inicie con su tratamiento, por lo que él comienza a sospechar de que algo está mal, Isabela al despedirse trata de darle un beso, pero es rechazada. Fernanda al querer conocer la verdad, descubre que el dije de toro no es de Rafael sino de Octavio, quien se lo regaló el día de su boda. Fernanda sabe que no puede continuar con su relación con Rafael así que se despide de él con un tierno beso. Isabela, al conocer a Fernanda no duda en enfrentarla y la llama arribista por haberle quitado el amor de Rafael, Fernanda no se deja y le da una cachetada por lo que se hacen de golpes. Rafael se entera de que no podrá caminar. Antonio llega a Nuevo amanecer para interrogar a Fernanda. |                                                       |                           |                      |
| 28 | «Va a sufrir lo mismo que yo»                         | 11 de agosto de 2021      | 3.8                  |
| Rigoberto le asegura a Isabela que está decidido a superarse para darle lo que se merece, por lo que ella le comenta que ni trabajando toda la vida logrará estar a su altura. Rigoberto se entera de que su amigo Rafael no podrá caminar. Octavio le asegura a Fernanda que está cerca de encontrar al hombre que le hizo daño a su hijo Rafael, por lo que aprovecha que se encontró con ella para hacerle una propuesta. Isabela le pide a Ángela que la ayude a que Rigoberto se aleje de su vida para aclarar sus sentimientos. Rafael se siente desesperado al saber que posiblemente no podrá volver a caminar, por lo que le pide al doctor que le diga toda la verdad. Fernanda llega a la hacienda de Octavio para confirmarle que desea trabajar con él, pero ella ya prepara su venganza. Isabela quiere acompañar a Rafael ahora que desea regresar a la ciudad y Julia encuentra a Germán con Ángela. |                                                       |                           |                      |
| 29 | «Rafael podrá volver a caminar»                       | 12 de agosto de 2021      | 3.8                  |
| Leticia al saber que Fernanda aceptó la propuesta de Octavio, le asegura que no es buena idea ya que le causaría mucho dolor a Rafael, por lo que ella rechaza el trabajo. Julia le asegura a Isabela que aproveche la condición de Rafael para volvérselo a ganar. Germán le asegura a Fernanda que él no está de acuerdo de que Isabela se case con Rafael, además trata de convencerla de que venda el ganado a la empacadora, pero ella se niega ya que no existe un pago justo. Fernanda se entera de que Rafael sí podrá volver a caminar. Isabela al saber que ya podrán regresar a la hacienda no duda en besar a Rafael, pero él solo piensa en Fernanda. Con el fin de acabar con Octavio, Fernanda ingresa a la hacienda decidida a vengarse del hombre que le hizo daño. Rafael descubre que Fernanda está en El Primor y la cuestiona. |                                                       |                           |                      |
| 30 | «Octavio Toscano está muerto como lo merece»          | 13 de agosto de 2021      | 3.8                  |
| Fernanda visita a Rafael a escondidas, motivo por el que se desconcierta, pues le reclama si no le bastó con que cancelara su boda, pero ella le dice que solo quería saber cómo estaba ya que es muy tarde para ellos. Después de hablar con Rafael, Fernanda entra a la recámara de Octavio y le apunta con una pistola. Al día siguiente aparecen unas hojas que anuncian la muerte de Octavio por lo que Juana le pregunta a Fernanda qué hizo. Luego de que aparecen unos papeles anunciando la muerte de Octavio, se pone furioso por lo que Carmelo le dice que la única que puede estar detrás de todo eso es Fernanda. Octavio enfrenta a Fernanda para preguntarle por qué lo ataca, a lo que le contesta que está defendiendo lo que era de su esposo y ellos se lo arrebataron. |                                                       |                           |                      |
| 31 | «Alerta sanitaria»                                    | 16 de agosto de 2021      | 3.7                  |
| Fernanda convence a los ganaderos de ya no venderle a Octavio Toscano, por lo que ahora están dispuestos todos a irse a Encino alto. Octavio le asegura a Rafael que Isabela es una buena buena mujer. César ya tiene listo su plan para vengarse de Octavio, Candela le asegura a Rosalina que ya sabe como quitar de su camino a Miriam y Pachita le confiesa a la señora Leticia que nunca había visto a Rafael tan contento desde que conoció a Fernanda. Julia decide terminar con Octavio, pero él la besa a la fuerza y le asegura que le gusta más cuando se resiste. Fernanda es víctima de un retén que le impide llegar a Encino alto. César llega a la empacadora. Rafael al ver que Julia insultó a su amigo Rigoberto le pide que se disculpe con él. Fernanda llega a la empacadora en busca de una explicación, pero es testigo de una desgracia. Julia siente que Octavio abusó de ella. |                                                       |                           |                      |
| 32 | «La venganza es un plato que se come frío»            | 17 de agosto de 2021      | 3.7                  |
| Tras la explosión en la empacadora, Fernanda se convierte en la principal sospechosa del atentado. Octavio le asegura a Fernanda que ellos dos podrían ser muy buen equipo para los negocios. Fernanda al ver que un hombre está escondiéndose en su camioneta lo enfrenta y descubre que fue él quien atentó contra la empacadora de Octavio, por lo que le pide una explicación, de lo contrario creerán que son cómplices. Rafael sale en defensa de Fernanda y está seguro que ella no tuvo nada que ver con la explosión en la empresa de su papá. Ángela y Rigoberto al despedirse se dan un beso en la boca, situación que los pone nerviosos. Rafael le informa a Octavio que cancela su viaje a Italia y piensa quedarse en el pueblo dispuesto a enfrentar a los enemigos de la familia. Fernanda le propone a César unirse contra Octavio y así pensar en algo que no falle para que él pague por todo el daño que ha ocasionado. Rafael enfrenta a su papá por bloquearle la venta a los ganaderos en Encino Alto. |                                                       |                           |                      |
| 33 | «De esta tierra me sacan muerto»                      | 18 de agosto de 2021      | 3.7                  |
| Rafael le muestra a Isabela que ya se puede sostener sin ayuda de ningún aparato, pero cae sobre la cama y ella aprovecha para besarlo. Juana le asegura a Fernanda que César es un hombre peligroso. Rafael cuestiona a Octavio si sabe las razones por las cuales Fernanda odia tanto a los Toscano. César le advierte a Antonio que piensa quedarse en el pueblo y Germán le asegura a Ángela que le resulta extraño verla relacionándose con el hombre que pretendía a Isabela. Fernanda le asegura a Rafael que ningún Toscano son personas de fiar, por lo que él le comenta que no tiene el derecho de expresarse así de su familia. Julia le deja en claro a Octavio que lo que le hizo fue la peor humillación. Juana la enterarse de que César va a trabajar en la hacienda le reclama a Fernanda y ella le asegura que César es su amigo, solo por ser enemigo de Octavio. César descubre las razones por las cuales Fernanda odia a Octavio. Isabela busca a Rigoberto, pero él la rechaza. |                                                       |                           |                      |
| 34 | «Un precio muy alto»                                  | 19 de agosto de 2021      | 3.6                  |
| Miriam al ver que Luis le está haciendo una escena de celos por el paquete que le llegó de parte de Giliberto Fregoso, le pide que no le pregunte más por él y aprovecha que está con él para dejarle en claro que sigue siendo el hombre de su vida. Rafael descubre que su papá no tiene nada que ver con los señalamientos que está haciendo Fernanda en su contra. Julia le pide a Leticia que la deje vivir en su casa, ya que tiene muchos problemas con Germán. César se siente agradecido con Fernanda por todo lo que está haciendo. Rafael sale en defensa de los ganaderos y Octavio le asegura que no es posible que no se de cuenta de los alcances de la gente y le demuestra que fue Orlando Corcuera fue quien levantó la alerta sanitaria. Juana se molesta al ver que Fernanda está tomando decisiones sobre el rancho sin tomarla en cuenta, por lo que la enfrenta. Fernanda le confiesa a Rafael que entre ellos dos no puede existir una relación, solo porque él es hijo de Octavio Toscano. Isabela busca a Rigoberto para tener intimidad, pero él la rechaza y le comenta lo que la gente del pueblo está murmurando. Octavio le informa a Rafael que Fernanda le dio trabajo al hombre que hace años intentó matarlo. |                                                       |                           |                      |
| 35 | «Deja tus sentimientos a un lado»                     | 20 de agosto de 2021      | 3.6                  |
| Fernanda le asegura a Juana que va a continuar con sus planes contra Octavio, por lo que Juana rompe su relación como socias y también termina con su amistad. Octavio le asegura a Rafael que mientras él defienda a Fernanda, ella les dará una puñalada por la espalda. Rafael le confiesa a Isabela que sigue amando a Fernanda por lo que le pide que lo mejor para ella, es irse de la hacienda. César le asegura a Fernanda que no puede odiar a Octavio y al mismo tiempo, amar a su hijo Rafael. Ángela enfrenta a Julia y le asegura que está dispuesta a decirle la verdad a Rafael. Fernanda y César descubren que Rafael vendió todo su ganado en Encino Alto, por lo que bloquea su venta. Fernanda le informa a los ganaderos que no podrán vender y ellos reaccionan molestos. Carmelo le asegura a Octavio que todo salió cono lo planeó. |                                                       |                           |                      |
| 36 | «Me equivoqué al quererte»                            | 23 de agosto de 2021      | 3.7                  |
| Rigoberto le confiesa a Ángela que sigue enamorado de Isabela, pero no le permitirá que siga jugando con sus sentimientos así que decide usar a Ángela para provocarle celos a la mujer de su vida. Fernanda enfrenta a Rafael por lo que le hizo en Encino Alto. Rafael descubre que César vive en el rancho con Fernanda y no duda en insultarla, por lo que ella no se deja y le da una fuerte cachetada, César sale en su defensa y se hace de golpes con le hijo de Octavio. Rafael le advierte a Fernanda que jamás la volverá a ver. Julia le asegura a Isabela que el papel de perdedora no va con ella ya que todavía no está derrotada, Isabela se da cuenta de que su mamá perdió el arete que le regaló su abuela. César se disculpa con Fernanda por lo sucedido con Rafael y le asegura que está dispuesto a confesarle toda la verdad. Leticia encuentra un arete en el escritorio de Octavio y descubre su infidelidad. |                                                       |                           |                      |
| 37 | «El punto débil»                                      | 24 de agosto de 2021      | 3.7                  |
| César le asegura a Fernanda que ella es la mejor opción para entrar al Primor y así conocer todos los movimientos de Octavio, Rafael le informa a su papá que ya comprobó que Fernanda tiene viviendo en su rancho al hombre que intentó matarlo. César le revela a Fernanda lo que le hizo Octavio. Fernanda acepta la propuesta de volver a enamorar a Rafael y así tanto ella como César, podrán vengarse de Octavio. Fernanda y Juana le piden a Gabriel, Sandra y Clara que se decidan con quién se van, ya que su trato como socias se disolvió. César cree que la mejor manera para que Fernanda pueda acercarse a Rafael es con Germán y le aconseja que para un buen comienzo debe disculparse con el hijo de Octavio. Ahora que sabe que Rafael va a heredar todos los negocios, Isabela está convencida de que no lo puede dejar. Fernanda, dispuesta a comenzar con su plan, busca a Germán en su casa, pero encuentra a Rafael con Isabela; Leticia le informa a Julia que Octavio tiene un amante y le muestra el arete que encontró en su escritorio. |                                                       |                           |                      |
| 38 | «Fernanda propone una tregua a Octavio»               | 25 de agosto de 2021      | 4.0                  |
| Sandra no puede soportar que David haya preferido a Clara por lo que le asegura que el hijo del alcalde no sabe lo que en realidad tiene como novia, situación que molesta a Clara y le responde con una cachetada. Fernanda cree que Rafael ya regresó con Isabela. César le asegura Fernanda que debe tener mucho cuidado con Rafael ya que mujeres como ella, son difíciles de olvidar. César y Fernanda llegan a la hacienda Primor, pero son amenazados por Carmelo, Clara le pide ayuda a Flor y Octavio se sorprende con la actitud de Leticia. Fernanda logra ver a Octavio y le asegura que tanto ella como César solo buscan trabajar en paz. Fernanda le ofrece una disculpa a Rafael por lo sucedido en Encino Alto y él no duda en hacerle saber que siempre está en sus pensamientos, pero jura que la va a olvidar, por lo que ella lo sorprende robándole un beso. |                                                       |                           |                      |
| 39 | «Revivió en mí el amor»                               | 26 de agosto de 2021      | 3.7                  |
| Fernanda le confiesa a César que cuando vio a Rafael solo quería abrazarlo y estar con él y se niega hacerle daño. César le pide a Fernanda que se decida en hacerle justicia a Santiago o se olvida de todo y sigue con Rafael. Martina busca a Octavio para informarle que ha decidido ser la próxima alcaldesa de Ichámal, pero él al rechazar la idea, ella le asegura que no le conviene tenerla de enemiga. César le confiesa a Fernanda que se está enamorando de una mujer que tal vez no le haga caso. Fernanda le pide una disculpa a Sandra y le asegura que no debió ser tan dura con ella. Carmelo se entera de que don Octavio eligió a Edgar para lanzarlo como candidato a la presidencia de Ichámal. Frente a la tumba de Santiago, Fernanda le asegura a César que la única manera para poder destruir a Octavio es casándose con Rafael. Leticia le aconseja a Carmelo que le diga a Rigoberto lo mucho que lo quiere y le sugiere que rehaga su vida, ya que le va a ir muy bien. |                                                       |                           |                      |
| 40 | «En este mundo nada más hay dolor»                    | 27 de agosto de 2021      | 3.9                  |
| Juana, al conocer los planes de Fernanda le pide que piense muy bien las cosas para que no vuelva a lastimar a Rafael y aprovecha que está con ella para pedirle que no dividan el rancho, Fernanda no lo duda y le da un fuerte abrazo. Rigoberto le asegura a Mary que sus consejos no funcionaron y se entera de que Isabela va a trabajar en la empacadora. Rafael al ver a Fernanda en la fiesta que organizaron los ganaderos, no duda en resaltar su belleza, pero Isabela provoca los celos de Fernanda. Ángela trata de remediar el desaire que le hizo Julia a Germán. Rigoberto llega borracho a la fiesta de los ganaderos dispuesto a confesar todo lo que siente por Isabela, Rafael trata de calmarlo, pero él lo agrede, situación que aprovecha Ángela para cubrir a su amiga y así no levantar sospechas. Rafael le comenta a David que le quiere demostrar a Fernanda que puede ser feliz sin ella. Octavio busca a Fernanda y le asegura que no están para diversiones. |                                                       |                           |                      |
| 41 | «El nosotros ya no existe»                            | 30 de agosto de 2021      | 3.7                  |
| Leticia cree que en la fiesta de los ganaderos está la amante de Octavio por lo que comienza a tomar y no duda en enfrentarlo y le advierte que no permitirá que se burle de ella. Ángela le confiesa a Rigoberto que lo quiere y por tal motivo desea que salga adelante. Isabela le pide a Fernanda que desaparezca de la vida de Rafael. Fernanda al ver que Isabela intenta humillarla, no duda en defenderse y la deja callada, al grado de burlarse de que ha dejado pisotear su dignidad. César pone en peligro su vida y rescata a Clara del bar de Flor. Carmelo se entera del escándalo que hizo Rigoberto en la fiesta de los ganaderos y no duda en golpearlo, Leticia al ser testigo de la agresión a Rigoberto, sale en su defensa. Rafael le comparte a Octavio que puede estar tranquilo, ya que no existe nada con Fernanda. Rafael y Fernanda saben que no pueden ser amigos, porque ambos se gustan, por lo que Fernanda le pide que hagan las paces. Tras la acción de César de salvar a Clara, Juana logra aceptarlo en el rancho. Fernanda continúa con su plan de venganza. |                                                       |                           |                      |
| 42 | «Será una desaparecida más»                           | 31 de agosto de 2021      | 3.7                  |
| Fernanda recibe una llamada para invitarla a participar en la Feria Ganadera, César le asegura que le resulta extraño que de la nada la requieran en dicho evento. Rigoberto se disculpa con Rafael y Octavio está dispuesto a quitar de su camino a Fernanda. Isabela busca a Rigoberto y le suplica que se siga preparando para que en unos años logren tener su rancho, por lo que él le pide que le demuestre que lo quiere y ella no duda en besarlo apasionadamente. Clara está dispuesta a confesarle la verdad a David, pero Sandra lo impide. Leticia amenaza a Octavio con divorciarse de él, de comprobarle que le es infiel. Carmelo inicia con el plan en contra de Fernanda así que le realiza una llamada. Fernanda se arrepiente de mandarle un mensaje a Rafael y David sorprende con una cena romántica a Clara. Fernanda aborda la camioneta que la llevará al centro expositor; sin embargo, durante el trayecto se da cuenta de que se han desviado por lo que teme por su vida. |                                                       |                           |                      |
| 43 | «Cásate conmigo»                                      | 1 de septiembre de 2021   | 3.8                  |
| Rafael le confiesa a Fernanda que desde que la vio supo que era la mujer que había soñado, por lo que le pide que pasen su vida juntos. Octavio se molesta con Carmelo al enterarse de que no logró raptar a Fernanda. Rigoberto aprovecha que está doña Leticia, Isabela y Julia para besar a Ángela y así provocar los celos de la mujer que ama. Rafael quiere que Fernanda pase los mejores momentos de su vida y busca consentirla. Fernanda acepta casarse con Rafael y ambos se juran amor eterno, el le comparte que quiere entregarle el anillo de compromiso ya que se considera un romántico. Fernanda elige su anillo de compromiso y le asegura a Rafael que no quiere que sus papás piensen que es una interesada; Rafael no duda en decirle cuánto la ama. |                                                       |                           |                      |
| 44 | «Estoy loca de amor por ti»                           | 2 de septiembre de 2021   | 3.5                  |
| Durante la velada, Fernanda le comparte a Rafael que fue hija única, ya que su mamá murió en un accidente, por su parte, Rafael le asegura que él es el punto débil de Octavio y cuestiona a Fernanda del enojo que le tiene a su papá. César le confiesa a Flor que está enamorado de una gran mujer. Rafael se da cuenta de que su papá está en el bar, por lo que al intentar ir a saludarlo, Fernanda le pide que mejor se retiren, ya que no aguanta los tacones. Leticia le comparte a Germán que gracias a un arete, descubrió que Octavio le es infiel. Fernanda y Rafael están viviendo los mejores momentos, por lo que lo concluyen entregándose a la pasión. Isabela le reclama a Ángela por aceptar que Rigoberto la besara, pero ella la amenaza con decir la verdad. Octavio al descubrir a Fernanda con Rafael no duda en enfrentarla y le recuerda su advertencia. |                                                       |                           |                      |
| 45 | «Me voy a casar con Fernanda»                         | 3 de septiembre de 2021   | 4.0                  |
| Octavio, al enterarse de que Rafael planea casarse con Fernanda, se enoja tan fuerte que no duda en golpear a su hijo. Fernanda le pide a Octavio que no la subestime porque no sabe de lo que es capaz. Julia insiste en relacionar a Isabela en los planes de la familia Toscano. Octavio se emborracha y le confiesa a Carmelo que el y Rafael están enamorados de Fernanda. Rigoberto y Piro evitan que Pachita regañe a Mary por lo que hizo y Julia se molesta al escuchar cómo Germán resalta las virtudes de Leticia. Rafael busca a Isabela para decirle que ha decidido casarse con Fernanda, Germán al enterarse de que Rafael se va a casar con Fernanda no duda en golpearlo por burlarse de su hija Isabela. César le pide a Fernanda que no olvide el juramento que le hizo a Santiago. |                                                       |                           |                      |
| 46 | «Renuncio a ser tu hijo»                              | 6 de septiembre de 2021   | 4.1                  |
| Octavio vuelve a enfrentarse con Rafael y le asegura que no va a permitir que destruya su vida al casarse con Fernanda, Leticia impide que Octavio golpee a su hijo y Julia le informa a Isabela que ella va a convencer a Rafael para que regresen. Octavio le asegura a Rafael que si se casa con Fernanda no dejará que ella viva en la hacienda, por lo que intenta chantajearlo, pero él no cae en su juego. Julia le ofrece su ayuda a Leticia para correr a Fernanda del Primor. Tras la fuerte discusión con su papá, Rafael cree que lo mejor es irse de la hacienda, Juana cuestiona a Fernanda si está dispuesta a confesarle a Rafael quién fue Santiago en su vida. Octavio trata de hacerle creer a Rafael que Fernanda mantiene una relación con César, pero al ver su actitud, le regresa el dije de toro y renuncia a ser su hijo. Juana se entera de que Octavio también dañó a la familia de César. |                                                       |                           |                      |
| 47 | «Ideas de justicia»                                   | 7 de septiembre de 2021   | 3.5                  |
| Octavio, al descubrir que Carmelo tuvo un detalle con Leticia, le asegura que no le gustó que quisiera sorprender a su esposa, por lo que decide correrlo de la hacienda. Fernanda le confiesa a César que ella espera que Rafael no se deje manipular por su papá. Octavio trata de convencer a Germán de que Rafael e Isabela regresen. Germán recibe el acta de divorcio y le asegura a Julia que no lo firmará, ya que espera salvar su matrimonio, pero ella se niega a seguir con él e Isabela cuestiona a su mamá si ya hay otra persona en su vida. César le pide a Fernanda que logre convencer a Rafael de vivir en El primor. Rafael cree que Rigoberto está molesto con él por lo que le hizo a Isabela y lo cuestiona. Octavio y Leticia vuelven a estar juntos. Fernanda se entera de que Octavio corrió a Rafael de la hacienda y ella le asegura que deben vivir en El primor, comentario que incomoda a su prometido. Clara sorprende con sus buenos modales a Martina, pero Rafael no es bien recibido por la mamá de su amigo. |                                                       |                           |                      |
| 48 | «Va a correr sangre»                                  | 8 de septiembre de 2021   | 4.1                  |
| Isidoro López, al ser testigo de la pelea de Rigoberto en el bar de Flor, no duda en ofrecerle trabajo y le asegura que entre los dos pueden hacer mucho dinero siempre y cuando se anime y así podrá darle una mejor vida a sus papás y a su novia. Fernanda sorprende a Rafael con un platillo y recuerda a Santiago. Miriam le demuestra a Candela que no le agradó para nada la trampa que el tendió así que le asegura que su amigo pagó las consecuencias. Fernanda le hace saber a César que a Rafael le molesta que él esté en le rancho. Tsubaki busca a Octavio para que le aclare la situación en la que se ha visto involucrada la empacadora y le advierte que de encontrar irregularidades, está dispuesto a romper su relación laboral. Juana y Fernanda se enteran de que Luis desapareció. Carmelo le informa a Rafael que ya no trabaja para don Octavio y le advierte que se aleje de Fernanda ya que no sabe el daño que le va a ocasionar. |                                                       |                           |                      |
| 49 | «Quiero ser tu socio»                                 | 9 de septiembre de 2021   | 4.0                  |
| Isabela busca a Fernanda y le comenta que ya entendió que fue muy grosera con ella y le asegura que no quiere que sean enemigas, por lo que le pide que comiencen de nuevo. Fernanda le jura a Leticia que está dispuesta a defender a Rafael hasta de su propio padre, actitud que le agrada a Leticia y la felicita. Octavio se entera de que Isabela hizo las paces con Fernanda, con la finalidad de tenerla cerca y así poder conocer su punto débil. Fernanda le confiesa a Rafael que Leticia la buscó. Miriam y Luis se reconcilian. Fernanda le pide a Rafael que se reconcilie con su papá, pero el se rehúsa, ya que se encuentra muy dolido por lo que le hizo. Rafael acepta quedarse en el rancho a cambio de que Fernanda y Juana acepten convertirse en sus socias. Fernanda le asegura a Rafael que César está arrepentido por lo que hizo y además ya pagó su error en la cárcel; sin embargo, él no está muy convencido ya que hay algo en César que no le gusta. Juana acepta ser socia de Rafael y Leticia encuentra a Julia en su recámara. |                                                       |                           |                      |
| 50 | «Esa mujer es mía»                                    | 10 de septiembre de 2021  | 3.7                  |
| César llega a hablar con Fernanda pero Rafael se niega a que hablen a solas, así que ante la sorpresa de todos, les dice que decidió renunciar. Fernanda le dice a César que no debió hacerlo pero él le contesta que tiene muchas diferencias con Rafael y fue lo mejor, aunque ellos seguirán con sus planes. Isabela está profundamente deprimida debido al desprecio de Rafael, así que le cuenta a Rigoberto que estuvo a punto de agarrar la pistola de su papá y darse un tiro, pues siente que nadie la quiere. Rafael se quiere llevar su ganado pero llega Octavio y se lo prohíbe diciéndole que es lo que le pasa por darle la espalda a su familia. Rafael no está dispuesto a ser chantajeado, por lo que le dice que Fernanda no es un capricho y saldrá adelante por sí mismo. Juana está muy emocionada al saber que el rancho Nuevo amanecer crecerá y quedará hermoso, pero en ese momento se aparece Rafael para decirle a Fernanda que se peleó con su padre y le regresó todo lo que le había dado, ya que no soportó que lo humillara. |                                                       |                           |                      |
| 51 | «Rafael pide la mano de Fernanda»                     | 13 de septiembre de 2021  | 3.8                  |
| Fernanda le pide a Rafael que se acerque a su papá y le demuestre que en él sí cabe la cordura, Rafael le agradece a su novia el su buen corazón. Germán descubre que Ángela está enamorada de Rigoberto. Octavio y Martina tiene un enfrentamiento. Octavio enfrenta a Leticia al ver que Rafael se llevó sus pertenencias por lo que ella le asegura que no es ninguna trabajadora para recibir órdenes. Ángela le confirma a Germán que está enamorada de Rigoberto, por lo que espera que Isabela lo valore. Mary encuentra a Piero con Candela y cree que ya la cambió. Rafael le reclama a Octavio por bloquearle el trabajo y le asegura que lo único que va a provocar es que se decepcione de él, Octavio le reitera que él no pide permiso ni mucho menos ofrece disculpas, Rigoberto llega a trabajar con Isidoro. Rafael en compañía de los seres más querido de Fernanda pide su mano y le entrega el anillo de compromiso que le perteneció a su abuela y a su mamá. Rafael se pone celoso al ver que César toma de la mano a Fernanda. |                                                       |                           |                      |
| 52 | «Regalo de bodas»                                     | 14 de septiembre de 2021  | 4.1                  |
| Rafael está dispuesto a casarse por la iglesia con Fernanda, pero ella le asegura que solo por el civil ya que es un gasto muy fuerte. Rigoberto le salva la vida a Isidoro y Rafael le pedirá a César que se aleje de Fernanda. Fernanda le pide a César tener mayor cuidado ya que Rafael es muy celoso y le comparte que tiene miedo de que él revele su plan antes de que ella pueda tener las pruebas en contra de Octavio. Rigoberto le comparte a Isabela lo que Rafael piensa de ella. Fernanda le pide a Rafael que invite a su mamá y que ese, sea su regalo de bodas. Octavio descubre que Rafael está en la hacienda y lo corre, pero antes de irse, Rafael le asegura que lo extraña. Fernanda evita que Rafael vea su vestido de novia ya que es de mala suerte y recuerda que una noche antes de casarse, Santiago la vio y todo fue una desgracia. Isabela se entera de que Rafael se casa con Fernanda y Carmelo le regala un terreno a Rigoberto. |                                                       |                           |                      |
| 53 | «Una viuda»                                           | 15 de septiembre de 2021  | 3.2                  |
| Fernanda decide rechazar los regalos que le llevó Isabela a Rafael y le asegura que esos obsequios eran para ellos no para su nuevo matrimonio. Fernanda decide invitar a Isabela a su boda y Octavio le comenta a Carmelo que el dinero que le dio como liquidación, lo tome como un regalo. Rafael confronta a Fernanda al descubrir que es viuda y ella le asegura que tiene sus razones para guardar ese secreto, Juana al ver lo que está sucediendo con sus amigos le confiesa toda la verdad a Rafael. Rigoberto sorprende a Isabela con un regalo. Fernanda le pide a Rafael que la perdone ya que para ella le resulta difícil hablar de lo que le pasó a su exesposo, él le reitera que no volverá a tocar el tema. Octavio amenaza a Leticia si llega a ir a la boda de Rafael y Fernanda, por lo que no está dispuesta a caer en sus chantajes. Rigoberto e Isabela tiene una noche muy romántica. Octavio sigue sin creer que Fernanda se haya fijado en Rafael. |                                                       |                           |                      |
| 54 | «Los declaro marido y mujer»                          | 16 de septiembre de 2021  | 4.1                  |
| Horas antes de casarse con Rafael, Fernanda confiesa sentirse confundida ya que no sabe qué hacer y está dispuesta a irse lejos y comenzar una nueva vida; sin embargo, César llega a su habitación y le pide continuar con el plan. Isabela le presumen a Ángela lo bien que se la pasó con Rigoberto. Octavio le recuerda a Julia cuando le juró que se iba a casar con él, pero prefirió el dinero de Germán. Lleno de emoción, Rafael le confiesa a Fernanda las razones por las cuales la eligió para que se convirtiera en su esposa y se compromete a compensar cada día de tristeza con mucho amor. Luis conoce los planes de Fernanda contra los Toscano y se decepciona de ella. Fernanda y Rafael se casan por todas las de la ley. Fernanda al saber que Juana y Luis ya descubrieron sus planes de venganza, les pide que decidan si la apoyan o no ya que ella no piensa detenerse. Fernanda reta a Luis para que le confiese la verdad a Rafael, pero su amigo decide no hacerlo. Rafael le demuestra a Fernanda lo contento que se encuentra, pero ella comienza a recordar el día que se casó con Santiago y teme que viva algo similar. Octavio llega a Nuevo Amanecer.                                                        |                                                       |                           |                      |
| 55 | «Vine a pedir perdón»                                 | 17 de septiembre de 2021  | 3.9                  |
| Octavio llega al Nuevo amanecer en busca de Rafael para pedirle perdón, Fernanda cree que la visita de su suegro se debe a que le va a ofrecer dinero a su hijo a cambio de que la deje; sin embargo, Octavio le asegura que tiene una idea muy mala de él. Rafael le comenta a Fernanda que su papá quiere hacer las paces con ellos. Rafael no quiere aceptar la propuesta de su papá ya que está seguro que con el paso de los días volverá a ser el mismo, por lo que quiere evitar que le haga daño a su esposa. Fernanda no duda en demostrarle a Rafael cuánto lo ama. Clara se entrega a David y Miriam y Luis, vuelven a estar juntos. Fernanda llega al Primor dispuesta a hablar con la verdad y le muestra a Leticia y a Octavio que se casó con Rafael por bienes separados, demostrándoles así que ella no está interesada en su dinero. Fernanda le promete a Leticia que va a tratar de que Rafael se reconcilie con Octavio y Julia se pone celosa de Ángela. |                                                       |                           |                      |
| 56 | «Voy a correr el riesgo»                              | 20 de septiembre de 2021  | 4.1                  |
| Fernanda logra convencer a Rafael de regresar a vivir con sus papás así que lo hacen oficial y Octavio le devuelve el dije de toro a su hijo. Rosalina descubre que está embarazada e Isabela no duda en ayudarla, pero ella en realidad tiene otro objetivo. Octavio le pide a Julia que se regrese a su casa. Julia, al enterarse de que Fernanda y Rafael van a vivir en El primor, no duda en humillarla por lo que le hizo a Isabela. Octavio le advierte a Julia que si piensa seguir viviendo en la hacienda, debe tener mucho cuidado de cómo hablarle a su hijo y a Fernanda. Isabela comienza con su plan contra Rafael y Fernanda. Fernanda le asegura a Juana que esta vez quien va a salir perdiendo es Octavio Toscano, por lo que está dispuesta a correr el riesgo. Carmelo le recuerda a don Octavio el amor que le tiene a Fernanda. Rafael le confiesa a su esposa lo que significa para él el dije de toro de su papá, Julia se pone celosa al ver cómo Octavio mira a Fernanda y Ángela cree que Rigoberto está metido en malos pasos. |                                                       |                           |                      |
| 57 | «¿Enamorado y mal correspondido?»                     | 21 de septiembre de 2021  | 3.9                  |
| Octavio, al ver a Fernanda en traje de baño, no duda en desearla, pero sabe que debe tener más cuidado y busca a Julia para desbordar su pasión y la vuelve a confundir con su nuera. Octavio llega a la habitación de su hijo y les da la bienvenida, por lo que busca abrazar a Fernanda, pero ella lo rechaza, argumentando que estaba en traje de baño. Isabela ya prepara su estocada en contra de Rafael y le pide a su mamá que no se meta. Fernanda le asegura a Juana que no quiere matar a Octavio, solo busca pruebas en su contra. Rafael, al querer tener intimidad con su esposa, es rechazado y ella le pide un poco de tiempo. Octavio le pide a Isabela que no se acerque a Rafael y mucho menos vaya al Primor, ya que su hijo está comenzando una nueva vida. Leticia les hace un préstamo a Rafael y a Fernanda para levantar el rancho Nuevo amanecer. Octavio le comenta a Rafael que para la otra que necesite dinero se lo pida a él, ya que se siente muy apenado por lo ocurrido. Carmelo le informa a Fernanda que don Octavio la está buscando y pidió que fuera sola. |                                                       |                           |                      |
| 58 | «Aquí se aparece el diablo»                           | 22 de septiembre de 2021  | 4.0                  |
| Con el fin de poderse llevar mejor, Octavio decide regalarle a Fernanda su caballo Maharajá, pero ella lo sorprende con su decisión, Fernanda conoce las irregularidades de la empacadora, gracias a la indiscreción de Edgar. Martina llama arribista a Fernanda frente a Leticia, por lo que le pone un alto a su amiga y le pide más respeto para la esposa de su hijo Rafael. Julia se indigna con Fernanda luego de que no le permitiera decirle de cariño "Fer". Leticia le pide a Fernanda que trate de convencer a Rafael para que se haga cargo de la empacada. Fernanda, al conocer las irregularidades de la empacadora, se pone de acuerdo con César para atacar a Octavio. Julia le pide a Isabela que se embarace de Rigoberto para que culmine su plan y Octavio se entera de que su empacadora será clausurada. |                                                       |                           |                      |
| 59 | «¿Estás embarazada?»                                  | 23 de septiembre de 2021  | 3.9                  |
| Isabela le informa a Rafael que espera un hijo de él, por lo que no duda en brindarle su apoyo y responder como hombre. César le pide a Fernanda encontrar los documentos de los terrenos que Octavio se robó, por lo que ella le asegura que buscará un pretexto para poderse filtrar. Octavio, al ver que están clausurando la empacadora pierde el control, pero Rafael logra calmarlo y le asegura que él necesita un hombre que vea por sus intereses. Rafael le pide tiempo a Isabela para poder asimilar la noticia de que será papá. Isabela le confiesa a Rigoberto que engañó a Rafael con su embarazo, pero él no permite que se burlen de su amigo así que está dispuesto a decir la verdad, pero Isabela se los prohíbe al chantajearlo. David le aconseja a Rafael decirle a Fernanda que Isabela espera un hijo de él e Isabela busca a Fernanda para revelarle la verdad. |                                                       |                           |                      |
| 60 | «No me voy a divorciar»                               | 24 de septiembre de 2021  | 3.9                  |
| Tras enterarse de que Fernanda y César son los responsables de que clausuraran la empacadora, Juana y Luis no dudan en reclamarle por semejante idea y les aseguran que de cerrar la empresa de Octavio, mucha gente quedaría desempleada. Isabela no tiene oportunidad de revelarle la verdad a Fernanda. Tras enterarse de que Isabela espera un hijo de Rafael, Fernanda deja en claro que seguirá casada con él y el bebé crecerá con todos los derechos de un Toscano. Rosalina le confirma a Luis que está embarazada. César, al saber que Isabela espera un hijo de Rafael, le asegura a Fernanda que eso le bloqueará sus planes, pero ella le deja en claro que seguirá casada con el hijo de Octavio. Julia le pide a Isabela que se embarace de Rigoberto. Octavio le advierte a Julia que de no estar embarazada Isabela, se las van a ver muy mal. Fernanda le confiesa a Juana que se siente confundida ya que llegó a pensar que Isabela estaba inventado lo de su embarazo. |                                                       |                           |                      |
| 61 | «El próximo alcalde de Ichámal»                       | 27 de septiembre de 2021  | 4.1                  |
| Fernanda no pude soportar la idea de que Rafael se va a convertir en papá, por lo que le pide que no la vuelva a tocar. Rigoberto recibe la orden de robar todo el ganado de la familia Corcuera y Pachita descubre que Mary se fue con Piero. Tras el robo de reces, Octavio cuestiona a Rigoberto y a Carmelo por lo sucedido en la hacienda Corcuera, pero ellos le aseguran que no saben nada. Fernanda se compromete a que regrese Mary a la hacienda y Piero le dice a la nieta de Pachita que deben hacer las cosas bien. Rafael conoce a Brenda luego de que casi tuvieran un percance automovilístico. Martina se entera de que Octavio fue elegido como candidato para al alcaldía de Ichámal y le recuerda que le advirtió que no se metiera con él. Octavio entra a la habitación de Fernanda para espiarla mientras ella se baña. Rafael, al ver que Brenda está muy nerviosa al enterarse de que su papá sufrió un accidente, se ofrece a llevarla al hospital. |                                                       |                           |                      |
| 62 | «Ahora será diferente»                                | 28 de septiembre de 2021  | 3.8                  |
| Julia e Isabela sorprenden a Leticia al mostrarle las compras que realizaron de la primera ropita para el bebé, situación que incomoda a la mamá de Rafael y les pide que tengan respeto por Fernanda. Octavio manda a quitar de su camino a Tsubaki y recompensa muy bien a Carmelo. Fernanda le muestra a César el arma que ella se compró, ya que con esa piensa defenderse de Octavio y le confiesa que lo descubrió espiándola mientras se bañaba. Isabela sigue usando a Rigoberto para embarazarse. Octavio le informa a Leticia que se postuló para convertirse en el próximo alcalde de Ichámal. Fernanda logra ingresar al despacho de Octavio, pero es descubierta por Carmelo quien le asegura que ni vivos ni muertos pueden estar en la oficina de su jefe, por lo que se disculpa y se pasa a retirar. Fernanda le asegura a Octavio que la va conocer como realmente es y el primer paso será tutearse, por lo que los malos entendidos se han olvidado, Octavio intenta darle un beso, pero ella lo evita. Rigoberto encuentra a Mary en el bar de Flor y decide rescatarla. |                                                       |                           |                      |
| 63 | «¿Estás celosa de Brenda?»                            | 29 de septiembre de 2021  | 3.7                  |
| Tras conocer las razones por las cuales Piero abandonó a Mary, Rigoberto decide buscar al hijo de Luis para golpearlo y así hacerle saber que Mary no está sola. Brenda se disculpa con Rafael. Fernanda decide sorprender a Rafael en la ciudad por lo que le pide permiso a Leticia para que uno de los trabajadores la pueda llevar, pero Octavio al escucharla, se ofrece amablemente. Fernanda encuentra a Rafael con Brenda y se molesta, Julia victimiza a Isabela frente a Leticia. Fernanda le externa a Rafael sus celos luego de que lo encontrara con Brenda mientras le tomaba la mano. Octavio le confiesa a Rafael y Fernanda que se va postular como alcalde para Ichámal, pero su hijo se molesta ya que él y su esposa van a apoyar a David. Fernanda recibe un mensaje de César y Rafael quiere escucharlo. |                                                       |                           |                      |
| 64 | «Voy a luchar por él»                                 | 30 de septiembre de 2021  | 3.8                  |
| Rafael logra que la SEMARNAT retire los sellos de clausura a la empacadora de su papá. Brenda le hace vivir un incómodo momento a Fernanda al preguntarle si está embarazada. Ángela regresa a Ichámal y le confiesa a Isabela que no permitirá que se burle de Rigoberto ya que está enamorada de él y le advierte que luchará por su amor. Fernanda le pide a César que no le mande mensajes ya que la mete en problemas con Rafael. Isabela busca atrapar la atención de Rafael con su supuesto embarazo, pero él le asegura que como padre va a responder, pero debe entender que tiene una esposa y no la puede descuidar, por lo que se compromete a darle una casa y una manutención para que no les falte nada. Octavio no duda en espiar a Fernanda al verla en traje de baño, pero es descubierto por Julia quien no puede creer que Octavio se haya enamorado de la esposa de su hijo. |                                                       |                           |                      |
| 65 | «Isabela sí está embarazada»                          | 1 de octubre de 2021      | 4.0                  |
| Fernanda le asegura a Octavio que se la van a pasar peleando si acepta trabajar con él y le agradece que la tome en cuenta para sus proyectos, aunque para ambos significaría un reto. Octavio le prohíbe a Julia celarlo con Fernanda o con cualquier mujer, ya que solo se lo va a permitir a su esposa. Germán escucha la conversación entre Rigoberto e Isabela y descubre que su hija no está embarazada, por lo que no aceptará sus mentiras y le exige que revele la verdad. Isabela se hace la víctima frente a Rafael. Octavio trata de disimular los celos que siente cuando ve a su hijo con Fernanda. Ángela le comenta a Rigoberto que Isabela solo lo está usando para que su mentira del embarazo le funcione y aprovecha para confesarle que lo ama y se entregan a la pasión, pero él le asegura que solo la quiere como amiga. Julia provoca a Fernanda con el supuesto bebé, pero ella la pone en su lugar. Isabela teme que Rafael descubra que no está embarazada, por lo que intenta comprar al médico que la va atender, pero durante la revisión, descubre que sí está embarazada. |                                                       |                           |                      |
| 66 | «El precio que tengo que pagar»                       | 4 de octubre de 2021      | 3.9                  |
| César comienza a darle clases a Fernanda para que se pueda defender cuando se sienta en peligro estando con Octavio. Julia se disculpa con Germán por la forma en cómo lo trató y le asegura que se inventó lo del embarazo ya que estaban desesperadas, por lo que le pide sostener la mentira. Julia se entera de que Isabela sí está embarazada. Octavio, al no poder acudir a la cita con Brenda, compromete a Rafael para que sea quien lo represente; sin embargo, su hijo se molesta y le asegura que no puede disponer de su tiempo. Fernanda se pone celosa al escuchar lo que Rafael significa para Brenda e Isabela le demuestra a Germán que sí está embarazada. Rafael le deja en claro a Isabela que sí piensa darle una casa, pero será pequeña ya que no cuenta con el suficiente capital para una casa lujosa.. Fernanda sorprende a Octavio en su despacho y no duda en seducirlo con su vestido blanco y le asegura que el único hombre que le interesa es él y le da un beso en la boca. Octavio tiene otras intenciones entre Brenda y Rafael. |                                                       |                           |                      |
| 67 | «No voy a renunciar a mi hijo»                        | 5 de octubre de 2021      | 4.2                  |
| Julia aprovecha que está con Octavio para besarlo apasionadamente, pero no se imagina que será descubierta por Isabela quien no duda en enfrentar a su mamá. Rigoberto se entera de que Isabela sí está embarazada y Octavio quiere que Rafael se fije en Brenda. Julia, al sentirse atacada por Isabela, le pide que no se de baños de pureza. Rigoberto le asegura a Isabela que si solo lo usó para que se lograra embarazar no se la va a perdonar y está dispuesto a confesar la verdad, pero ella logra tranquilizarlo. Octavio se molesta la ver a César en Nuevo amanecer. Julia, al saber que Rigoberto está dispuesto a luchar por su hijo, no duda en insultarlo, pero Leticia escucha la discusión y le prohíbe que se meta con sus trabajadores, principalmente con Rigoberto quien es parte de la familia. Fernanda quiere aprovecharse de que Octavio está enamorado de ella para culminar su venganza. |                                                       |                           |                      |
| 68 | «Solo el diablo puede ayudar»                         | 6 de octubre de 2021      | 4.2                  |
| Octavio, al ver que Alberto Tsubaki sigue con vida, le pide a Carmelo que acabe con él o de lo contrario, atentará contra la vida de Rigoberto. Octavio y David comienza su campaña electoral. Carmelo está dispuesto con matar a Alberto, pero justo cuando piensa realizar la orden de Octavio, es sorprendido por Rafael y Brenda, quienes cuestionan su visita. Fernanda se alegra de que le haya ido bien a Octavio en el arranque de su campaña política, pero le asegura que no se confíe, ya que los oponentes le pueden dar batalla y se va a demostrar quien sí cumple las promesas que se le hagan al pueblo. Octavio le pide a Isabela que encuentre el pretexto ideal para que se regrese a vivir al Primor y así pueda separar a Rafael y Fernanda, por lo que le asegura que contará con todo su apoyo. Rafael cuestiona a César sobre la idea de que Fernanda ya no viva en la hacienda. Isabela le pide a Julia que no se meta en sus planes o de lo contrario, no sabe cómo va a responder y Fernanda es contundente con Octavio, rechazando el regalo de su suegro. |                                                       |                           |                      |
| 69 | «Amenaza de aborto»                                   | 7 de octubre de 2021      | 3.9                  |
| Octavio es nuevamente atacado con otro mensaje plasmado en la empacadora, lo cual, Germán le asegura que dicha situación puede afectar su campaña así como sus negocios. Fernanda le asegura a Rafael que le molesta que Isabela use de pretexto a su hijo para acercarse a él. Fernanda llega a la empacadora para informarle a Octavio que acepta trabajar con él, pero bajo ciertas condiciones. Rafael le anuncia a Octavio que murió Alberto y Rigoberto le comparte a Isabela que el día que se vayan de la hacienda, también se llevará a su papá. Rafael cree que César es el culpable del ataque a su papá en la empacadora, por lo que lo enfrenta y le pide que los deje en paz. Octavio celebra que las cosas le están saliendo como él las planeó. Isabela tiene un sangrado mientras está en la hacienda, por lo que alerta a todos y el médico le informa a Leticia y a Julia que sufrió una amenaza de aborto, por lo que debe tener reposo absoluto. Leticia toma la decisión de que la mamá de su nieto se quede a vivir en El Primor. |                                                       |                           |                      |
| 70 | «En el pecado llevas la penitencia»                   | 8 de octubre de 2021      | 4.0                  |
| Leticia le informa a Octavio que Isabela tuvo un conato de aborto por lo que decidió que se quede vivir en El Primor, Octavio le comenta a Fernanda que ve conveniente que Brenda pase nos días en la hacienda, Luis se pone celoso al ver el acercamiento que tienen Miriam y César. Leticia le informa a Fernanda que Isabela sufrió un sangrado, por lo que el médico le pidió reposo absoluto. Octavio le pone un alto a Julia y le exige que no cuestione las decisiones de la familia Toscano. Octavio llega a la hacienda y le asegura a Isabela que no es necesario fingir y le deja en claro que ahora sí superó sus expectativas, por lo que le pide que sea discreta y poco a poco Rafael se va a ir acercando a ella. Fernanda le revela a Germán que Octavio es el dueño de la finca Los laureles, él al conocer que su amigo le quitó su patrimonio, lo enfrenta. Martina descubre el pasado de Clara y David ya piensa en pedir su mano. |                                                       |                           |                      |
| 71 | «Eres parte de la familia»                            | 11 de octubre de 2021     | 4.1                  |
| Fernanda encuentra una lista de las personas a los que supuestamente Octavio les compró sus tierras para construir la empacadora y tras una investigación, descubrió que la mayoría murió trágicamente, por lo que se lo informa a Juana y Luis y ellos se unen en su plan de venganza. Octavio le hace creer a Germán que compró Los laureles para regalársela a su nieto. Octavio, aprovecha que tiene un encuentro íntimo con Julia para informarle que le va a regresar su hacienda ahora que nazca su nieto, por lo que ella no duda en complacerlo. Ángela se entera de que Isabela espera un hijo de Rigoberto. Tras la muerte de su papá, Brenda acepta la invitación de Octavio y decide quedarse unos días en el Primor. Fernanda al ver la actitud que ha tomado Brenda con Rafael, le pide que no lo llame «ángel de la guarda», porque no lo es. Martina le asegura a Octavio que tiene pruebas en su contra, por lo que él al sentirse atacado, la golpea. |                                                       |                           |                      |
| 72 | «Una aventura excitante»                              | 12 de octubre de 2021     | 4.1                  |
| Brenda se disculpa con Fernanda por los malentendidos con Rafael y le pide que no tenga celos ya que esa no es su intención, por lo que está decidida a irse de la hacienda; sin embargo, Fernanda se lo impide por lo que se hacen amigas. Octavio está seguro que Fernanda volverá a ser suya. Fernanda, al ver que podría correr peligro estando a solas con Octavio, decide invitar a Sandra al paseo. Isabela se entera de que Rafael quiere que Rigoberto sea el padrino de su hijo, pero ella lo rechaza, por lo que está decidida a acabar con el hombre que en verdad ama. Fernanda le abre su corazón a Brenda y le platica su historia con Santiago, le asegura que todo lo bonito que estaba viviendo con él se convirtió en una pesadilla. Sandra está dispuesta a revelarle a Octavio todo lo que hace Fernanda. Brenda busca saber las razones por las cuales su mamá no la quiere y Fernanda le asegura a Juana que le advertirá a Sandra que se cuide de Octavio. |                                                       |                           |                      |
| 73 | «Fernanda, te amo»                                    | 13 de octubre de 2021     | 3.9                  |
| Miriam se entera de que Luis ya le entregó el anillo de compromiso a Rosalina, por lo que él le pide perdón por no cumplir con su palabra como hombre. Octavio se siente traicionado por Rafael ya que no le ha demostrado su lealtad y está seguro que Fernanda no va a traicionarlo. Viviana llega a El Primor dispuesta a exigirle a Brenda parte de la herencia, por lo que aprovecha para revelarle las razones por las cuales no la quiere, Fernanda al ver las agresiones que está sufriendo su amiga, no duda en defenderla. Fernanda tiene una pesadilla con Octavio. Brenda prueba los quesos que se preparan en Nuevo amanecer y queda encantada por lo que le propone a Fernanda y a Juana que Megasúper compre sus quesos. César no duda en besar a Fernanda y confesarle sus sentimientos, pero ella decide alejarse. Julia le pide a Isabela convencer a Ángela de que el hijo que espera sí es de Rafael y Juana le hará una advertencia a Fernanda. |                                                       |                           |                      |
| 74 | «Ya no puedo estar sin ti»                            | 14 de octubre de 2021     | 3.7                  |
| Octavio aprovecha que Fernanda está distraía para volverla a tocar, pero ella se asusta. Brenda le expresa a Octavio que Leticia es muy cariñosa al grado de que ya la adoptó como su hija. Mary acepta ser novia de Gabriel. Ángela al descubrir que Isabela intenta usarla para continuar con sus planes, le pone un alto y decide alejarse, Rafael le pide una explicación a Isabela. Gabriel lleva de emergencia a Rosalina al hospital. Fernanda entra a la oficina de Octavio en busca de pruebas en su contra, pero al ser descubierta le asegura que no se resistió a sentarse en su lugar. César le pide a Fernanda que lo perdone para que continúen con su plan de venganza. Octavio le confiesa a Fernanda lo que significa para él, pero Rafael los descubre. |                                                       |                           |                      |
| 75 | «La señora de las buenas costumbres»                  | 15 de octubre de 2021     | 3.6                  |
| Rafael encuentra a Fernanda llorando sobre la tumba de Santiago, por lo que le revela que era su esposo y siempre lo lleva en su corazón a donde quiera que va. Julia le dice a Rigoberto que se vaya o dirá que está forzando a Isabela. Cuando Rigo se retira, Julia le da una fuerte bofetada a Isabela diciéndole que no está dispuesta a perder la finca por su culpa. Rafael le cuenta a Brenda que Fernanda no le tiene confianza al no decirle la verdad sobre Santiago. Brenda decide reservar un lugar para llevarlo a comer y se le quite la tristeza, pero no cuenta con que en ese momento llega Fernanda y le echa a perder su oportunidad. |                                                       |                           |                      |
| 76 | «Quedar como el héroe»                                | 18 de octubre de 2021     | 4.2                  |
| Octavio anuncia que logró recuperar la hacienda Los laureles, así que cuando nazca su nieto se lo va a regalar, pero dicha noticia molesta a Fernanda. Octavio está seguro que Fernanda se podría ahorrar muchos corajes estando con él, Rafael enfrenta a su padre por el regalo que le va a dar a su bebé. Octavio se entera de que Rafael y Fernanda se van a reunir en le río para disfrutarse como pareja, por lo que él impide que eso suceda y decide sorprender a Fernanda metiéndose a nadar desnudo. Germán sospecha que Octavio sí lo defraudó, pero Fernanda le pide no decir nada para no alertarlo. Durante un acto político, un simpatizante de Octavio asegura que no puede confiar en la palabra de David, ya que si les mintió con el pasado de su futura esposa lo más probable es que no cumpla con sus promesas de campaña, Clara, al escuchar las declaraciones no duda en confesarle a David la verdad. César logra tener evidencias de la infidelidad de Octavio. |                                                       |                           |                      |
| 77 | «El hijo que espera Isabela es mío»                   | 19 de octubre de 2021     | 4.4                  |
| Clara le asegura a David que siempre quiso confesarle su pasado, pero él siempre se negaba a escucharlo, Fernanda le comenta a Clara que ella no tiene la culpa de lo sucedido y Octavio celebra que tras el escándalo de David con Clara, aumentaron sus votaciones. Rafael no acepta que Clara haya engañado a su amigo por lo que Fernanda sale en su defensa y le asegura que Clara tiene sus razones. Octavio al ver lo que está haciendo Fernanda con la prensa le asegura a Rafael que ya cruzó el límite, por lo que resalta que si piensa divorciarse de ella, cuenta con todo su apoyo. Rigoberto decide confesarle a Rafael que el bebé que espera Isabela es de él, por lo que se golpean a matar, Isabela en su defensa asegura que Rigoberto abusó de ella, pero él la desmiente. Carmelo le suplica a Rigoberto que no le robe al patrón, ya que él no olvida la traición y le revela que él es el matón de don Octavio. |                                                       |                           |                      |
| 78 | «La muerte de Rigoberto»                              | 20 de octubre de 2021     | 4.8                  |
| Fernanda le demuestra a Rafael una vez más su lealtad, por lo que enfrenta a los hombres que se han metido a robar al Primor, sin embargo, Rigoberto es lesionado durante el asalto y Carmelo se sincera con doña Leticia. Carmelo, al ver a su hijo malherido, trata de salvarle la vida pero termina siendo demasiado tarde, por lo que no duda en decirle cuánto lo quiere; Rigoberto muere en sus brazos y Carmelo culpa a Isabela por lo que le sucedió a su hijo. Carmelo le informa a Leticia y a Rafael que Rigoberto murió durante el asalto y aprovecha que está la familia reunida para agradecerle a Rafael por haber querido a su hijo como un hermano, por lo que pide que lo perdone para que pueda descansar en paz. Julia, al enterarse de la muerte de Rigoberto agradece lo sucedido, pero Isabela se llena de desprecio hacia su madre y la corre de su habitación. Pachita sufre por la muerte de Rigoberto. |                                                       |                           |                      |
| 79 | «Esta vez te tocó perder»                             | 21 de octubre de 2021     | 4.7                  |
| Octavio enloquece al saber que David es el nuevo alcalde de Ichámal, se desquita alzándole la voz a Leticia, pero Germán la defiende. Ángela y David se enteran de la muerte de Rigoberto y César le advierte a Fernanda que él acabará con Octavio. Octavio, al saber los millones que perdió con el robo a su ganado, comienza a sentir un dolor en le brazo, situación que preocupa a Rafael pero le asegura que es fuerte como los toros. Ángela le da el pésame a Carmelo. Mary le entrega a Isabela la caja donde Rigoberto guardaba todas las fotos que tenía con ella, así como sus cartas. Sandra no duda en decirle a Octavio que Fernanda y César mantienen otro tipo de relación, además, Juana le pone una trampa a Sandra. |                                                       |                           |                      |
| 80 | «¡Fernanda es amante de César Franco!»                | 22 de octubre de 2021     | 4.3                  |
| Julia se encuentra unas fotos comprometedoras de Fernanda con César, por lo que las usará a su favor, además, se gana el desprecio de Germán. Octavio le da la orden a Carmelo de acabar con Sandra. Octavio le muestra a Rafael las fotos donde se ve a Fernanda besándose con César. Rafael le asegura a Isabela que Ángela le confesó toda la verdad, por lo que no quiere saber nada de ella. Antonio busca ganarse el cariño de Mary. Rafael decide enfrentar a Fernanda por su traición, pero al llegar a Nuevo Amanecer, la encuentra con César y le asegura que se la regala. Carmelo cumple con la orden de Octavio y le quita la vida a Sandra. César, Miriam y Luis logran secuestrar a Carmelo para llevarlo a la cabaña de Octavio y así conocer todos los secretos de su patrón. Una vez más, Fernanda evita que Octavio le haga daño, gracias a la ayuda de Juana. Lety no duda en consolar a su hijo Rafael. |                                                       |                           |                      |
| 81 | «Poner las cartas sobre la mesa»                      | 25 de octubre de 2021     | 4.6                  |
| Octavio intenta abusar otra vez de Fernanda, pero ella se defiende y lo golpea, Octavio le asegura a Rafael que Fernanda se le ofreció a cambio de que perdonara a César. Fernanda le revela a Rafael y a Leticia que Octavio es un asesino ya que construyó su empacadora sobre el patrimonio de gente inocente, él niega todas las acusaciones, pero ella no se queda tranquila y muestra el video donde Octavio le es infiel a Leticia con Julia. Leticia al conocer el engaño de Julia no duda en cachetearla, ella trata de hacerse la víctima, pero Leticia ya no le cree. Fernanda no se resiste y revela que Octavio la violó. Leticia le asegura a Germán que ellos dos debieron haberse casado, por lo que de inmediato se dan un beso. Pachita le confiesa a David que Mary es su hermana y le pide que la cuide. |                                                       |                           |                      |
| 82 | «Solo me usaste»                                      | 26 de octubre de 2021     | 4.9                  |
| Tras conocer que Mary es su hermana, David con ayuda de José, obtiene una prueba de saliva para realizar la prueba de ADN; David le asegura a Mary que a partir de ahora él va cuidar de ella, pero Piero lo escucha y malinterpreta la situación. Isabela le confiesa a Fernanda que su mamá que le quiere hacer daño a su bebé. Carmelo se entera de que los amigos de Fernanda entraron a la cabaña, por lo que Octavio le pide vengarse de Luis con lo que más le duele. Candela, al ver que Miriam está en peligro, decide hacerse pasar por ella y es secuestrada. El médico le informa a la familia que Isabela perdió a su bebé. Isabela le agradece a Fernanda que le haya salvado la vida y aprovecha para pedirle perdón, la cual, le asegura que por seguir los consejos de su mamá solo decepcionó a la gente que más quería. Carmelo se entera de la muerte de su nieto y rompe en llanto. Isabela se despide de su bebé. |                                                       |                           |                      |
| 83 | «Hazte a un lado»                                     | 27 de octubre de 2021     | 4.9                  |
| Fernanda le pide perdón a Leticia y le asegura que lo único que buscaba era demostrarle a Rafael quién es su padre, Pachita le comenta a Carmelo que ya conoce sus sentimientos por doña Leticia y Fernanda quiere ver muerto a Octavio. Octavio le ruega una oportunidad a Leticia, pero ella ya no lo quiere en su vida. Isabela entierra a su bebé y Ángela logra perdonar a su amiga. César le confiesa a Rafael todo el daño que le hizo Octavio, pero él no escucha razones. Brenda le comenta a Fernanda que no le convence su versión por lo que ahora está dispuesta a luchar por Rafael, así que le pide le deje el camino libre. Brenda se aprovecha que el hijo de Leticia está triste para besarlo y Octavio trata de asfixiar a Julia. |                                                       |                           |                      |
| 84 | «Gracias por todo el amor»                            | 28 de octubre de 2021     | 4.8                  |
| Julia le informa a Isabela que Octavio la corrió de la cabaña, por lo que le suplica le dé dinero para no quedarse en la calle, ella la rechaza y le pide que no la busque. Rafael le hace una petición a su papá. Fernanda se niega a firmar la notificación de la demanda de divorcio, pero le aseguran que de no asistir podría verse afectada. David le revela a Antonio que Mary es su hija. Pachita sale en defensa de Leticia y se enfrenta con Octavio. Fernanda interna hablar con Rafael, pero él le pide que firme el divorcio ya que no quiere volverla a ver. Leticia tiene una fuerte pelea con Octavio por lo que lo corre del Primor al asegurarle que ella es la dueña de la hacienda y de la empacadora. Carmelo, al saber el daño que le hizo Antonio a Pachita no duda en darle su merecido, dejándolo gravemente herido. Pachita es llevada de emergencia al hospital y muere en los brazos de su nieta Mary. |                                                       |                           |                      |
| 85 | «Reniego de tu sangre»                                | 29 de octubre de 2021     | 5.1                  |
| Rafael le asegura a Fernanda que todos están pasando por un momento difícil, por lo que le pide una tregua. Germán le entrega a Rafael información para que compruebe que Fernanda no miente y David entrega a su papá a las autoridades. Fernanda le demuestra a Rafael que la firma de Santiago no es la misma en el acta de matrimonio que en el contrato de compraventa que hizo Octavio y le confiesa que ella fue quien le disparó, ya que pensó que se había enamorado de su violador. Carmelo acepta matar a la señora Leticia, pero antes, el le confiesa a su patrona que Octavio sí violó a Fernanda y asesinó a Santiago, además, le revela que la siguiente víctima es ella, pero antes le expresa sus sentimientos. Octavio está decidido a abusar otra vez de Fernanda, pero Rafael llega a defenderla y golpea fuertemente a su papá; Octavio, al ver que su hijo le dio la espalda intenta dispararle, pero Fernanda se interpone y recibe el disparo. Carmelo remata a Octavio. Julia, al verse sin dinero, comienza a trabajar en el bar de Flor y se hace llamar «Venenosa». David logra meter a la cárcel a su mamá y ella se llena de odio hacia su hijo, Octavio jura regresar para vengarse por lo que le hicieron.      |                                                       |                           |                      |

## Producción
La telenovela se presentó el 15 de octubre de 2020 durante el Up-front de Televisa para la temporada en televisión 2020-21, bajo el esquema «Up-Front: Visión21, realidad sin límites». El reparto se confirmó el 11 de marzo de 2021, días antes de iniciar grabaciones. El rodaje de la telenovela inició grabaciones el 17 de marzo de 2021, en una locación al sur de la Ciudad de México; de las cuales, 60% de las escenas fueron grabadas en locaciones, mientras que el 40% se realizaron en foro. Dicho rodaje finalizó el 21 de agosto de 2021. La adaptación de la telenovela está a cargo de Ximena Suárez junto con su equipo de escritores Julián Aguilar, Janely Lee e Isabel de Sara, mientras que la dirección de escena está a cargo de Salvador Garcini y Fez Noriega. La telenovela tuvo confirmado para su emisión un total de 82 episodios aproximadamente, trayendo de nueva cuenta historias de corte melodrama clásico al horario estelar.

## Audiencia
| Temporada | Horario (CT)                     | Episodios | Primera emisión    | Primera emisión      | Última emisión        | Última emisión       | Prom. de espectadores (millones) |
| Temporada | Horario (CT)                     | Episodios | Fecha              | Audiencia (millones) | Fecha                 | Audiencia (millones) | Prom. de espectadores (millones) |
| --------- | -------------------------------- | --------- | ------------------ | -------------------- | --------------------- | -------------------- | -------------------------------- |
| 1         | Lunes a viernes 21:30 - 22:30 h. | 85        | 5 de julio de 2021 | 3.0                  | 29 de octubre de 2021 | 5.1                  | 3.9                              |

| Temporada | Horario (ET/CT)          | Episodios | Primera emisión      | Primera emisión      | Última emisión      | Última emisión       |
| Temporada | Horario (ET/CT)          | Episodios | Fecha                | Audiencia (millones) | Fecha               | Audiencia (millones) |
| --------- | ------------------------ | --------- | -------------------- | -------------------- | ------------------- | -------------------- |
| 1         | Lunes a viernes 10pm/9c. | 90        | 23 de agosto de 2021 | 1.70                 | 10 de enero de 2022 | 2.60                 |

## Premios y nominaciones

### TV Adicto Golden Awards 2021
| Categoría                 | Nominados                                                                      | Resultado |
| ------------------------- | ------------------------------------------------------------------------------ | --------- |
| Mejor primera actriz      | Ana Martín                                                                     | Ganadora  |
| Mejor estrella masculina  | Eduardo Santamarina                                                            | Ganador   |
| Mejor adaptación          | Ximena Suárez, Julián Aguilar, Isabel de Sara, Janely Lee y Fabiola López Neri | Ganadores |
| Mejor dirección de arte   | Sandra Cortés                                                                  | Ganadora  |
| Mejor dirección de escena | Salvador Garcini y Fez Noriega                                                 | Ganadores |
| Mejor producción          | José Alberto Castro                                                            | Ganador   |